# Olympische Winterspiele 2022/Teilnehmer (Slowenien)
| Gelbes Symbol für Goldmedaillen mit stilisierten Olympischen Ringen | Graues Symbol für Silbermedaillen mit stilisierten Olympischen Ringen | Braundes Symbol für Bronzemedaillen mit stilisierten Olympischen Ringen |
| ------------------------------------------------------------------- | --------------------------------------------------------------------- | ----------------------------------------------------------------------- |
| 2                                                                   | 3                                                                     | 2                                                                       |

Slowenien nahm an den Olympischen Winterspielen 2022 in Peking teil. Es war die neunte Teilnahme des Landes an Olympischen Winterspielen. Insgesamt wurden 44 Athleten, darunter 21 Frauen und 23 Männer, vom OKS nominiert. Als Fahnenträger wurden die Skirennläuferin Ilka Štuhec und der Snowboarder Žan Košir ernannt.

## Medaillen

### Medaillenspiegel
| Rang   | Sportart    | Gold | Silber | Bronze | Gesamt |
| ------ | ----------- | ---- | ------ | ------ | ------ |
| 1      | Skispringen | 2    | 1      | 1      | 4      |
| 2      | Snowboard   | —    | 1      | 1      | 2      |
| 3      | Ski Alpin   | —    | 1      | –      | 1      |
| Gesamt | Gesamt      | 2    | 3      | 2      | 7      |

### Medaillengewinner
| Namen                                           | Sportart    | Wettkampf                |
| ----------------------------------------------- | ----------- | ------------------------ |
| Gold                                            |             |                          |
| Urša Bogataj                                    | Skispringen | Normalschanze            |
| Nika Križnar Timi Zajc Urša Bogataj Peter Prevc | Skispringen | Mixed-Team Normalschanze |
| Silber                                          |             |                          |
| Tim Mastnak                                     | Snowboard   | Parallel-Riesenslalom    |
| Žan Kranjec                                     | Ski Alpin   | Riesenslalom             |
| Lovro Kos Cene Prevc Timi Zajc Peter Prevc      | Skispringen | Team Großschanze         |
| Bronze                                          |             |                          |
| Nika Križnar                                    | Skispringen | Normalschanze            |
| Gloria Kotnik                                   | Snowboard   | Parallel-Riesenslalom    |

## Teilnehmer nach Sportarten

### Biathlon
| Athleten                                              | Wettbewerbe        | Zeit        | Fehler         | Rang |
| ----------------------------------------------------- | ------------------ | ----------- | -------------- | ---- |
| Frauen                                                |                    |             |                |      |
| Polona Klemenčič                                      | 7,5 km Sprint      | 23:31,2 min | 2 (1+1)        | 59   |
| Polona Klemenčič                                      | 10 km Verfolgung   | 41:31,5 min | 4 (0+1+2+1)    | 51   |
| Polona Klemenčič                                      | 15 km Einzel       | 48:18,8 min | 2 (0+2+0+0)    | 29   |
| Živa Klemenčič                                        | 7,5 km Sprint      | 24:43,6 min | 3 (3+0)        | 79   |
| Živa Klemenčič                                        | 15 km Einzel       | 51:51,6 min | 4 (0+1+0+3)    | 64   |
| Männer                                                |                    |             |                |      |
| Miha Dovžan                                           | 10 km Sprint       | 26:53,1 min | 2 (2+0)        | 62   |
| Miha Dovžan                                           | 20 km Einzel       | 53:39,4 min | 2 (0+0+0+2)    | 38   |
| Jakov Fak                                             | 10 km Sprint       | 25:48,0 min | 1 (0+1)        | 26   |
| Jakov Fak                                             | 12,5 km Verfolgung | 43:58,9 min | 5 (1+2+1+1)    | 29   |
| Jakov Fak                                             | 20 km Einzel       | 52:48,0 min | 3 (1+1+0+1)    | 29   |
| Lovro Planko                                          | 10 km Sprint       | 26:22,3 min | 2 (0+2)        | 42   |
| Lovro Planko                                          | 12,5 km Verfolgung | 47:31,6 min | 8 (2+2+2+2)    | 56   |
| Lovro Planko                                          | 20 km Einzel       | 54:27,9 min | 4 (2+1+0+1)    | 46   |
| Rok Tršan                                             | 10 km Sprint       | 27:45,7 min | 1 (0+1)        | 86   |
| Rok Tršan                                             | 20 km Einzel       | 55:14,7 min | 1 (1+0+0+0)    | 54   |
| Miha Dovžan Jakov Fak Lovro Planko Rok Tršan          | 4 × 7,5-km-Staffel | 1:24:09,6 h | 0+10 (0+4 0+6) | 11   |
| Mixed                                                 |                    |             |                |      |
| Polona Klemenčič Živa Klemenčič Jakov Fak Miha Dovžan | 4 × 6-km-Staffel   | LAP         | LAP            | 20   |

### Nordische Kombination
| Athleten     | Wettbewerb          | Skispringen | Skispringen | Skispringen | Langlauf    | Langlauf | Rang |
| Athleten     | Wettbewerb          | Weite       | Punkte      | Rang        | Zeit        | Rang     | Rang |
| ------------ | ------------------- | ----------- | ----------- | ----------- | ----------- | -------- | ---- |
| Männer       |                     |             |             |             |             |          |      |
| Vid Vrhovnik | Normalschanze/10 km | 91,5 m      | 88,0        | 31          | 30:34,5 min | 37       | 37   |
| Vid Vrhovnik | Großschanze/10 km   | 114,0 m     | 82,4        | 34          | 32:01,8 min | 36       | 36   |

### Ski Alpin
| Athleten           | Wettbewerbe  | 1. Lauf      | 1. Lauf      | 2. Lauf       | 2. Lauf       | Gesamt        | Gesamt        |
| Athleten           | Wettbewerbe  | Zeit         | Rang         | Zeit          | Rang          | Zeit          | Rang          |
| ------------------ | ------------ | ------------ | ------------ | ------------- | ------------- | ------------- | ------------- |
| Frauen             |              |              |              |               |               |               |               |
| Ana Bucik          | Riesenslalom | 59,42 s      | 16           | 58,47 s       | 11            | 1:57,89 min   | 11            |
| Ana Bucik          | Slalom       | 53,73 s      | 14           | 52,94 s       | 7             | 1:46,67 min   | 11            |
| Neja Dvornik       | Slalom       | DNF          | DNF          | ausgeschieden | ausgeschieden | ausgeschieden | ausgeschieden |
| Maruša Ferk Saioni | Abfahrt      | —            | —            | —             | —             | 1:34,99 min   | 23            |
| Maruša Ferk Saioni | Super-G      | —            | —            | —             | —             | 1:15,72 min   | 23            |
| Maruša Ferk Saioni | Kombination  | 1:33,07 min  | 6            | 57,05 s       | 8             | 2:30,12 min   | 9             |
| Meta Hrovat        | Riesenslalom | 58,48 s      | 4            | 58,56 s       | 13            | 1:57,04 min   | 7             |
| Meta Hrovat        | Slalom       | DNF          | DNF          | ausgeschieden | ausgeschieden | ausgeschieden | ausgeschieden |
| Tina Robnik        | Riesenslalom | 1:00,18 min  | 21           | 58,72 s       | 15            | 1:58,90 min   | 18            |
| Andreja Slokar     | Riesenslalom | 1:00,08 min  | 20           | DNF           | DNF           | DNF           | DNF           |
| Andreja Slokar     | Slalom       | 52,64 s      | 4            | 52,56 s       | 5             | 1:45,20 min   | 5             |
| Ilka Štuhec        | Abfahrt      | —            | —            | —             | —             | 1:34,88 min   | 22            |
| Männer             |              |              |              |               |               |               |               |
| Martin Čater       | ohne Einsatz | ohne Einsatz | ohne Einsatz | ohne Einsatz  | ohne Einsatz  | ohne Einsatz  | ohne Einsatz  |
| Miha Hrobat        | Abfahrt      | —            | —            | —             | —             | 1:44,71 min   | 24            |
| Miha Hrobat        | Super-G      | —            | —            | —             | —             | DNF           | DNF           |
| Miha Hrobat        | Kombination  | DNF          | DNF          | ausgeschieden | ausgeschieden | ausgeschieden | ausgeschieden |
| Boštjan Kline      | Abfahrt      | —            | —            | —             | —             | 1:43,75 min   | 10            |
| Boštjan Kline      | Super-G      | —            | —            | —             | —             | 1:22,55 min   | 20            |
| Žan Kranjec        | Riesenslalom | 1:03,71 min  | 8            | 1:05,83 min   | 1             | 2:09,54 min   | Silber        |
| Žan Kranjec        | Slalom       | DNF          | DNF          | ausgeschieden | ausgeschieden | ausgeschieden | ausgeschieden |
| Nejc Naraločnik    | Abfahrt      | —            | —            | —             | —             | DNF           | DNF           |
| Nejc Naraločnik    | Super-G      | —            | —            | —             | —             | 1:23,08 min   | 24            |
| Nejc Naraločnik    | Kombination  | DNF          | DNF          | ausgeschieden | ausgeschieden | ausgeschieden | ausgeschieden |

| Athleten                                                                                    | Wettbewerbe | Achtelfinale | Achtelfinale | Viertelfinale | Viertelfinale | Halbfinale    | Halbfinale    | Finale        | Finale        | Rang |
| Athleten                                                                                    | Wettbewerbe | Gegner       | Punkte       | Gegner        | Punkte        | Gegner        | Punkte        | Gegner        | Punkte        | Rang |
| ------------------------------------------------------------------------------------------- | ----------- | ------------ | ------------ | ------------- | ------------- | ------------- | ------------- | ------------- | ------------- | ---- |
| Mixed                                                                                       |             |              |              |               |               |               |               |               |               |      |
| Miha Hrobat Andreja Slokar Žan Kranjec Ana Bucik (Achtelfinale) Tina Robnik (Viertelfinale) | Mannschaft  | Kanada       | 2*:2         | Österreich    | 1:3           | ausgeschieden | ausgeschieden | ausgeschieden | ausgeschieden | 7    |

### Skilanglauf
| Athleten                                     | Wettbewerbe       | Zeit         | Rang         |
| -------------------------------------------- | ----------------- | ------------ | ------------ |
| Frauen                                       |                   |              |              |
| Anita Klemenčič                              | 10 km Klassisch   | 33:09,3 min  | 62           |
| Anita Klemenčič                              | 30 km Freier Stil | 1:46:37,6 h  | 59           |
| Anamarija Lampič                             | 10 km Klassisch   | 29:55,0 min  | 17           |
| Hana Mazi Jamnik                             | ohne Einsatz      | ohne Einsatz | ohne Einsatz |
| Anja Mandeljc                                | 10 km Klassisch   | 33:19,5 min  | 66           |
| Neža Žerjav                                  | 10 km Klassisch   | 33:56,8 min  | 71           |
| Neža Žerjav                                  | 15 km Skiathlon   | 52:33,1 min  | 55           |
| Neža Žerjav                                  | 30 km Freier Stil | 1:42:14,2 h  | 53           |
| Männer                                       |                   |              |              |
| Vili Črv                                     | 15 km Klassisch   | 44:12,9 min  | 69           |
| Miha Ličef                                   | 15 km Klassisch   | 42:43,4 min  | 55           |
| Miha Ličef                                   | 30 km Skiathlon   | LAP          | 56           |
| Miha Šimenc                                  | 15 km Klassisch   | 44:20,8 min  | 71           |
| Miha Šimenc Miha Ličef Vili Črv Janez Lampič | 4 × 10-km-Staffel | LAP          | 14           |

| Athleten                   | Wettbewerbe | Qualifikation | Qualifikation | Viertelfinale | Viertelfinale | Halbfinale    | Halbfinale    | Finale        | Finale        | Rang |
| Athleten                   | Wettbewerbe | Zeit          | Rang          | Zeit          | Rang          | Zeit          | Rang          | Zeit          | Rang          | Rang |
| -------------------------- | ----------- | ------------- | ------------- | ------------- | ------------- | ------------- | ------------- | ------------- | ------------- | ---- |
| Frauen                     |             |               |               |               |               |               |               |               |               |      |
| Anita Klemenčič            | Sprint      | 3:34,12 min   | 55            | ausgeschieden | ausgeschieden | ausgeschieden | ausgeschieden | ausgeschieden | ausgeschieden | 55   |
| Anamarija Lampič           | Sprint      | 3:22,93 min   | 26            | 3:18,60 min   | 3             | 3:19,26 min   | 6             | ausgeschieden | ausgeschieden | 12   |
| Anja Mandeljc              | Sprint      | 3:35,90 min   | 59            | ausgeschieden | ausgeschieden | ausgeschieden | ausgeschieden | ausgeschieden | ausgeschieden | 59   |
| Eva Urevc                  | Sprint      | 3:30,43 min   | 46            | ausgeschieden | ausgeschieden | ausgeschieden | ausgeschieden | ausgeschieden | ausgeschieden | 46   |
| Eva Urevc Anamarija Lampič | Team-Sprint | —             | —             | —             | —             | 24:10,14 min  | 7             | ausgeschieden | ausgeschieden | 14   |
| Männer                     |             |               |               |               |               |               |               |               |               |      |
| Vili Črv                   | Sprint      | 2:57,39 min   | 42            | ausgeschieden | ausgeschieden | ausgeschieden | ausgeschieden | ausgeschieden | ausgeschieden | 42   |
| Janez Lampič               | Sprint      | 3:09,95 min   | 74            | ausgeschieden | ausgeschieden | ausgeschieden | ausgeschieden | ausgeschieden | ausgeschieden | 74   |
| Miha Ličef                 | Sprint      | 3:05,98 min   | 65            | ausgeschieden | ausgeschieden | ausgeschieden | ausgeschieden | ausgeschieden | ausgeschieden | 65   |
| Miha Šimenc                | Sprint      | 2:58,14 min   | 44            | ausgeschieden | ausgeschieden | ausgeschieden | ausgeschieden | ausgeschieden | ausgeschieden | 44   |
| Vili Črv Miha Šimenc       | Team-Sprint | —             | —             | —             | —             | 20:43,03 min  | 8             | ausgeschieden | ausgeschieden | 16   |

### Skispringen
| Athleten                                        | Wettbewerb             | Qualifikation | Qualifikation | Qualifikation | 1. Durchgang | 1. Durchgang | 1. Durchgang | 2. Durchgang | 2. Durchgang | 2. Durchgang | Gesamt | Gesamt |
| Athleten                                        | Wettbewerb             | Weite         | Punkte        | Rang          | Weite        | Punkte       | Rang         | Weite        | Punkte       | Rang         | Punkte | Rang   |
| ----------------------------------------------- | ---------------------- | ------------- | ------------- | ------------- | ------------ | ------------ | ------------ | ------------ | ------------ | ------------ | ------ | ------ |
| Frauen                                          |                        |               |               |               |              |              |              |              |              |              |        |        |
| Urša Bogataj                                    | Normalschanze          | —             | —             | —             | 108,0 m      | 118,0        | 2            | 100,0 m      | 121,0        | 1            | 239,0  | Gold   |
| Ema Klinec                                      | Normalschanze          | —             | —             | —             | 100,0 m      | 112,1        | 4            | 90,5 m       | 103,3        | 6            | 215,4  | 5      |
| Nika Križnar                                    | Normalschanze          | —             | —             | —             | 103,0 m      | 113,9        | 3            | 99,5 m       | 118,1        | 2            | 232,0  | Bronze |
| Špela Rogelj                                    | Normalschanze          | —             | —             | —             | 93,0 m       | 101,7        | 8            | 82,0 m       | 82,5         | 18           | 184,2  | 9      |
| Männer                                          |                        |               |               |               |              |              |              |              |              |              |        |        |
| Lovro Kos                                       | Normalschanze          | 87,0 m        | 79,0          | 35            | 95,0 m       | 120,9        | 28           | 92,0 m       | 108,7        | 28           | 229,6  | 28     |
| Lovro Kos                                       | Großschanze            | 125,0 m       | 114,9         | 19            | 135,0 m      | 130,7        | 13           | 136,5 m      | 137,7        | 6            | 268,4  | 11     |
| Anže Lanišek                                    | Normalschanze          | 94,0 m        | 98,5          | 15            | 99,0 m       | 130,6        | 9            | 98,0 m       | 123,0        | 17           | 253,6  | 13     |
| Cene Prevc                                      | Großschanze            | 128,5 m       | 121,1         | 10            | 135,0 m      | 131,6        | 10           | 137,0 m      | 136,5        | 9            | 268,1  | 12     |
| Peter Prevc                                     | Normalschanze          | 82,0 m        | 77,0          | 38            | 103,0 m      | 139,2        | 2            | 99,5 m       | 126,2        | 8            | 265,4  | 4      |
| Peter Prevc                                     | Großschanze            | 131,0 m       | 128,3         | 3             | 137,0 m      | 131,3        | 12           | 137,0 m      | 137,4        | 7            | 268,7  | 10     |
| Timi Zajc                                       | Normalschanze          | 88,0 m        | 84,3          | 30            | 97,0 m       | 128,2        | 18           | 104,5 m      | 131,1        | 4            | 259,3  | 9      |
| Timi Zajc                                       | Großschanze            | 120,0 m       | 101,1         | 33            | 138,5 m      | 140,7        | 3            | 130,5 m      | 132,5        | 14           | 273,2  | 6      |
| Lovro Kos Cene Prevc Timi Zajc Peter Prevc      | Großschanze Mannschaft | —             | —             | —             | 519,0 m      | 467,4        | 1            | 505,0 m      | 467,0        | 3            | 922,9  | Silber |
| Mixed                                           |                        |               |               |               |              |              |              |              |              |              |        |        |
| Nika Križnar Timi Zajc Urša Bogataj Peter Prevc | Normalschanze Mixed    | —             | —             | —             | 406,0 m      | 506,4        | 1            | 401,0 m      | 495,1        | 1            | 1001,5 | Gold   |

### Snowboard
| Athleten       | Wettbewerbe | Qualifikation | Qualifikation | Finale        | Finale        | Rang |
| Athleten       | Wettbewerbe | Punkte        | Rang          | Punkte        | Rang          | Rang |
| -------------- | ----------- | ------------- | ------------- | ------------- | ------------- | ---- |
| Frauen         |             |               |               |               |               |      |
| Urška Pribošič | Big Air     | 106,75        | 18            | ausgeschieden | ausgeschieden | 18   |
| Urška Pribošič | Slopestyle  | 32,00         | 24            | ausgeschieden | ausgeschieden | 24   |
| Männer         |             |               |               |               |               |      |
| Tit Štante     | Halfpipe    | 18,25         | 22            | ausgeschieden | ausgeschieden | 22   |

| Athleten      | Wettbewerbe           | Qualifikation | Qualifikation | Achtelfinale  | Achtelfinale  | Viertelfinale | Viertelfinale | Halbfinale    | Halbfinale    | Finale/Platz 3  | Finale/Platz 3 | Rang   |
| Athleten      | Wettbewerbe           | Zeit          | Rang          | Gegner        | Zeit          | Gegner        | Zeit          | Gegner        | Zeit          | Gegner          | Zeit           | Rang   |
| ------------- | --------------------- | ------------- | ------------- | ------------- | ------------- | ------------- | ------------- | ------------- | ------------- | --------------- | -------------- | ------ |
| Frauen        |                       |               |               |               |               |               |               |               |               |                 |                |        |
| Gloria Kotnik | Parallel-Riesenslalom | 1:28,73 min   | 14            | Miki          | DNF           | Langenhorst   | –0,15 s       | Ulbing        | +0,21 s       | Platz 3: Dekker | DNF            | Bronze |
| Männer        |                       |               |               |               |               |               |               |               |               |                 |                |        |
| Žan Košir     | Parallel-Riesenslalom | 1:22,16 min   | 11            | Fischnaller   | DNF           | ausgeschieden | ausgeschieden | ausgeschieden | ausgeschieden | ausgeschieden   | ausgeschieden  | 11     |
| Rok Marguč    | Parallel-Riesenslalom | 1:24,38 min   | 25            | ausgeschieden | ausgeschieden | ausgeschieden | ausgeschieden | ausgeschieden | ausgeschieden | ausgeschieden   | ausgeschieden  | 25     |
| Tim Mastnak   | Parallel-Riesenslalom | 1:21,43 min   | 4             | Angenend      | –0,27 s       | Kwiatkowski   | DNF           | Wild          | –0,48 s       | Finale: Karl    | +0,82 s        | Silber |